# Tecovirimat
Il tecovirimat è un farmaco antivirale impiegato nel trattamento delle infezioni da orthopoxvirus.
Approvato nel luglio del 2018 dalla Food and Drug Administration, rappresenta il primo farmaco specifico per l'utilizzo contro tale genere di virus: esso è indicato per le infezioni da virus del vaiolo (eradicato in natura nel 1980, ma ritenuto una possibile arma biologica), vaiolo delle scimmie e vaiolo bovino.

## Farmacodinamica
Il tecovirimat ha come bersaglio la proteina virale VP37, che costituisce parte del pericapside. La proteina VP37 normalmente lega la GTPasi Rab9 permettendo ai virioni formatisi nelle cellule infettate la fuoriuscita dall'ambiente cellulare: il legame tra tecovirimat e VP37 impedisce il regolare funzionamento di questo meccanismo e di conseguenza la liberazione delle particelle virali al di fuori della cellula.

## Impiego clinico
L'impiego del tecovirimat è indicato nelle infezioni da orthopoxvirus negli individui sopra i 13 anni di età: lo spettro d'azione è ampio e comprende virtualmente tutti i virus appartenenti al genere, in quanto la proteina VP37 (su cui il farmaco agisce) è pressoché identica in tutte le specie di poxvirus. Il farmaco viene somministrato dietro prescrizione.
Essendo il vaiolo eradicato e data la rarità delle infezioni da parte degli altri poxvirus nell'uomo, studi sulla efficacia del tecovirimat sono stati eseguiti su modelli animali infettati con ceppi virali (nello specifico, esemplari di scimmie per il vaiolo delle scimmie e conigli per il vaiolo dei conigli): negli animali infetti trattati col farmaco venne rilevato un tasso di sopravvivenza pari a circa il 95%, rispetto al 5% di sopravvivenza negli animali infetti trattati con placebo.
Il primo impiego del tecovirimat è avvenuto nel dicembre del 2018, in un caso di vaiolo bovino contratto all'interno di un laboratorio di ricerca.

## Effetti collaterali
Parallelamente agli studi sull'efficacia in modelli animali venne effettuata un'analisi sulla farmacocinetica nell'uomo, analizzando 449 individui adulti. Una minoranza di questi riportò effetti collaterali, generalmente lievi, e solo 1,1% riferì una sintomatologia più complessa, caratterizzata prevalentemente da cefalea e osteoartrite.